# بازآرایی فاورسکی
بازآرایی فاورسکی، (به انگلیسی: Favorskii rearrangement) یک واکنش آلی است که نام آن برگرفته از یک شیمی‌دان روسی به نام الکسی یوگرافویچ فاورسکی است. این بازآرایی موجب تبدیل ترکیبات آلفا-هالوکتون به مشتقات کربوکسیلیک اسیدی می‌شود. چنانچه کتون پیش‌ماده، حلقوی باشد، ترکیب پیش‌ماده در فرایند بازآرایی دچار انقباض حلقه شده و در نهایت محصولی با حلقه‌ای با یک عضو کم‌تر ایجاد می‌شود. این بازآرایی برای شروع نیاز به یک باز دارد و معمولاً برای تولید یک محصول اسید کربوکسیلیک از سدیم هیدروکسید و برای تهیه محصولاتی مانند استر یا آمید، به ترتیب از یک آلکوکسید یا یک آمین استفاده می‌شود. ترکیبات آلفا و آلفا'-دی‌هالوکتون چنان‌چه تحت شرایط بازآرایی فاورسکی قرار داده شوند، منجر به تشکیل ترکیبات کربونیلی آلفاوبتا غیراشباع می‌شوند.    

## سازوکار واکنش
باور بر این است که سازوکار واکنش از مسیر تشکیل یک انولات در سمت دور از هالوژن (سمت مقابل) به پیش می‌رود. در مرحله بعد انولات تشکیل شده با تشکیل یک حلقه موجب ایجاد یک ساختار حدواسط سیکلوپروپانون شده و سپس حلقه سیکلوپروپانون تولید شده در این مرحله، توسط یون هیدروکسید موجود در محیط که به عنوان یک هسته‌دوست عمل می‌کند، مورد حمله قرار گرفته و حلقه سیکلوپروپانی باز می‌شود. در صورت استفاده از سدیم هیدروکسید به عنوان باز، محصول نهایی یک اسید کربوکسیلیک است.